# Landeswahlkreis Salzburg
Der Landeswahlkreis Salzburg ist ein Landeswahlkreis in Österreich, der bei Wahlen zum Nationalrat für die Vergabe der Mandate im zweiten Ermittlungsverfahren gebildet wird. Der Wahlkreis umfasst das Bundesland Salzburg.
Bei der Nationalratswahl 2019 waren im Landeswahlkreis Salzburg 395.640 Personen wahlberechtigt, wobei bei der Wahl die Österreichische Volkspartei (ÖVP) mit 46,4 % als stärkste Partei hervorging. Von den 11 zu vergebenden Mandaten entfielen fünf auf die ÖVP und je eines auf die Sozialdemokratische Partei Österreichs (SPÖ), die Freiheitliche Partei Österreichs (FPÖ) und Die Grünen – Die Grüne Alternative. Davon waren über Grundmandate in den Regionalwahlkreisen bereits vier an die ÖVP vergeben worden.

## Geschichte
Nach dem Ende des Staates Österreich-Ungarn wurde für das Gebiet von Salzburg mit der Wahlordnung 1918 für die Wahl der konstituierenden Nationalversammlung ein einziger Wahlkreis geschaffen (Wahlkreis 19). Mit der Neuordnung der Wahlkreise nach dem endgültigen Verlust von Gebieten wie Südböhmen und Südtirol erhielt der unveränderte Wahlkreis Salzburg die Wahlkreisnummer 17. Nachdem die Wahlordnung von 1923 von der austrofaschistischen Regierung 1934 außer Kraft gesetzt worden war, wurde die ursprüngliche Einteilung der Wahlkreise nach dem Zweiten Weltkrieg mit dem Verfassungsgesetz vom 19. Oktober 1945 weitgehend wieder eingeführt. Der Wahlkreis Salzburg war auch in der Folge nicht von Veränderungen betroffen, auch durch die Einführung der Nationalrats-Wahlordnung 1971, mit der die Anzahl der Wahlkreise in Österreich auf nur noch neun reduziert wurde, blieb der Wahlkreis Salzburg unverändert bestehen. Mit Inkrafttreten der Nationalrats-Wahlordnung 1992 wurde das österreichische Bundesgebiet schließlich in 43 Regionalwahlkreise unterteilt und somit ein drittes Ermittlungsverfahren eingeführt, wobei der Landeswahlkreis Salzburg (Wahlkreis 5) für das erste Ermittlungsverfahren in die drei Regionalwahlkreise Salzburg Stadt (5A), Flachgau/Tennengau (5B), Lungau/Pinzgau/Pongau (5C) unterteilt, wohingegen das Bundesland bei Landtagswahlen in sechs Wahlkreise unterteilt ist. Der Landeswahlkreis Salzburg erhielt in der Folge 1993 11 Mandate zugewiesen, wobei die Neuberechnung der Mandatsverteilung zwischen den Bundesländern im Jahr 2002 (nach den Ergebnissen der Volkszählung 2001) für den Landeswahlkreis Salzburg zu keinen Veränderungen führte.
Bei den Wahlen 1994 und 1995 war die SPÖ, bei der Wahl 1999 die FPÖ stimmenstärkste Partei im Landeswahlkreis. Seit der Wahl 2002 liegt die ÖVP auf dem ersten Platz.

## Wahlergebnisse
| Nationalratswahlen im Landeswahlkreis Salzburg | Nationalratswahlen im Landeswahlkreis Salzburg | Nationalratswahlen im Landeswahlkreis Salzburg | Nationalratswahlen im Landeswahlkreis Salzburg | Nationalratswahlen im Landeswahlkreis Salzburg | Nationalratswahlen im Landeswahlkreis Salzburg | Nationalratswahlen im Landeswahlkreis Salzburg | Nationalratswahlen im Landeswahlkreis Salzburg | Nationalratswahlen im Landeswahlkreis Salzburg | Nationalratswahlen im Landeswahlkreis Salzburg | Nationalratswahlen im Landeswahlkreis Salzburg | Nationalratswahlen im Landeswahlkreis Salzburg |
| Wahltermin                                     | GM                                             |                                                | SPÖ                                            | ÖVP                                            | FPÖ                                            | GRÜNE                                          | BZÖ                                            | LIF/NEOS                                       | FRANK                                          | PILZ/JETZT                                     | Sonstige                                       |
| ---------------------------------------------- | ---------------------------------------------- | ---------------------------------------------- | ---------------------------------------------- | ---------------------------------------------- | ---------------------------------------------- | ---------------------------------------------- | ---------------------------------------------- | ---------------------------------------------- | ---------------------------------------------- | ---------------------------------------------- | ---------------------------------------------- |
| 9. Oktober 1994                                |                                                | Stimmenanteile (%)                             | 31,0                                           | 29,0                                           | 23,9                                           | 8,1                                            | -                                              | 6,4                                            | -                                              | -                                              | 1,4                                            |
| 9. Oktober 1994                                | 11                                             | Grundmandate                                   | 3                                              | 3                                              | 2                                              | -                                              | -                                              | 0                                              | -                                              | -                                              | 0                                              |
| 17. Dezember 1995                              |                                                | Stimmenanteile (%)                             | 32,6                                           | 29,1                                           | 25,4                                           | 5,6                                            | -                                              | 6,1                                            | -                                              | -                                              | 1,3                                            |
| 17. Dezember 1995                              | 11                                             | Grundmandate                                   | 3                                              | 3                                              | 2                                              | 0                                              | -                                              | 0                                              | -                                              | -                                              | 0                                              |
| 3. Oktober 1999                                |                                                | Stimmenanteile (%)                             | 29,0                                           | 27,8                                           | 29,4                                           | 8,4                                            | -                                              | 3,8                                            | -                                              | -                                              | 1,6                                            |
| 3. Oktober 1999                                | 11                                             | Grundmandate                                   | 3                                              | 3                                              | 3                                              | 0                                              | -                                              | 0                                              | -                                              | -                                              | 0                                              |
| 24. November 2002                              |                                                | Stimmenanteile (%)                             | 30,8                                           | 46,7                                           | 10,7                                           | 10,4                                           | -                                              | 1,1                                            | -                                              | -                                              | 0,4                                            |
| 24. November 2002                              | 11                                             | Grundmandate                                   | 3                                              | 5                                              | 1                                              | 1                                              | -                                              | 0                                              | -                                              | -                                              | 0                                              |
| 1. Oktober 2006                                |                                                | Stimmenanteile (%)                             | 28,5                                           | 38,2                                           | 12,3                                           | 12,5                                           | 3,1                                            | -                                              | -                                              | -                                              | 4,5                                            |
| 1. Oktober 2006                                | 11                                             | Grundmandate                                   | 4                                              | 3                                              | 1                                              | 1                                              | 0                                              | -                                              | -                                              | -                                              | 0                                              |
| 28. September 2008                             |                                                | Stimmenanteile (%)                             | 23,8                                           | 29,1                                           | 17,7                                           | 11,8                                           | 12,2                                           | 1,6                                            | -                                              | -                                              | 3,8                                            |
| 28. September 2008                             | 11                                             | Grundmandate                                   | 3                                              | 3                                              | 1                                              | 1                                              | 1                                              | 0                                              | -                                              | -                                              | 0                                              |
| 29. September 2013                             |                                                | Stimmenanteile (%)                             | 23,0                                           | 26,7                                           | 21,2                                           | 14,8                                           | 3,2                                            | 4,6                                            | 5,2                                            | -                                              | 1,3                                            |
| 29. September 2013                             | 11                                             | Grundmandate                                   | 2                                              | 2                                              | 2                                              | 1                                              | 0                                              | 0                                              | 0                                              | -                                              | 0                                              |
| 15. Oktober 2017                               |                                                | Stimmenanteile (%)                             | 22,2                                           | 37,7                                           | 24,4                                           | 4,0                                            | -                                              | 5,7                                            | -                                              | 3,5                                            | 2,4                                            |
| 15. Oktober 2017                               | 11                                             | Grundmandate                                   | 2                                              | 4                                              | 2                                              | 0                                              | -                                              | 0                                              | -                                              | 0                                              | 0                                              |
| 29. September 2019                             |                                                | Stimmenanteile (%)                             | 16,4                                           | 46,4                                           | 13,7                                           | 12,6                                           | -                                              | 8,4                                            | -                                              | 1,4                                            | 1,1                                            |
| 29. September 2019                             | 11                                             | Grundmandate                                   | 1                                              | 5                                              | 1                                              | 1                                              | -                                              | 0                                              | -                                              | 0                                              | 0                                              |
| 29. September 2024                             |                                                | Stimmenanteile (%)                             | 16,8                                           | 31.6                                           | 27,7                                           | 8,5                                            | -                                              | 9,0                                            | -                                              | -                                              | 6,3                                            |
| 29. September 2024                             | 11                                             | Grundmandate                                   | 1                                              | 3                                              | 3                                              | 0                                              | -                                              | 0                                              | -                                              | -                                              | 0                                              |